# Hallux valgus
Um joanete é uma deformidade da Articulação metatarsofalângica que liga o dedo grande do pé. O dedo grande do pé, muitas vezes, se dobra em direção a outros dedos e a junta se torna vermelha e dolorosa. O início é gradual e as complicações podem incluir bursite ou artrite.
A causa exata não é clara. Os fatores propostos incluem o uso de sapatos excessivamente apertados, o histórico familiar e a artrite reumatóide. O diagnóstico baseia-se geralmente nos sintomas, com o apoio de raios-X. No caso do dedo mínimo, há uma situação semelhante, designada como bunionette.
Os tratamentos podem incluir calçado adequado, órteses ou AINEs. Se estes não forem eficazes para melhorar os sintomas, pode recorrer-se à cirurgia. Esta deformidade afeta cerca de 23% dos adultos, mais frequentemente mulheres do que homens. Surge entre os 20 e os 50 anos de idade e também se torna mais comum com a idade. Foi descrita pela primeira vez em 1870.

## Etimologia
A expressão latina hallux valgo ou joanete significa literalmente "grande artelho que se desvia para fora"; hálux é a denominação científica. A denominação popular joanete tem origem no termo castelhano juanete, forma diminutiva do prenome Juan.

## Ocorrência
O desvio lateral pode ocorrer na articulação, formando o joanete clássico, com a proeminência óssea na base do hálux, ou entre dois ossos, formando o hálux valgo interbolangeano, ou interbolangico.
Existem duas classes de causas para esta deformidade: as intrínsecas (ligadas à pessoa) e extrínsecas (ligados ao meio). Dentre as causas intrínsecas, destacam-se os fatores genéticos (história familiar), doenças sistêmicas preexistentes (artrite reumatoide ou outras doenças reumáticas), anatomia psicológica, etc. Dentre as causas extrínsecas, principalmente o uso de andares inadequados, com destaque para o sapato de salto alto e ponta fina.

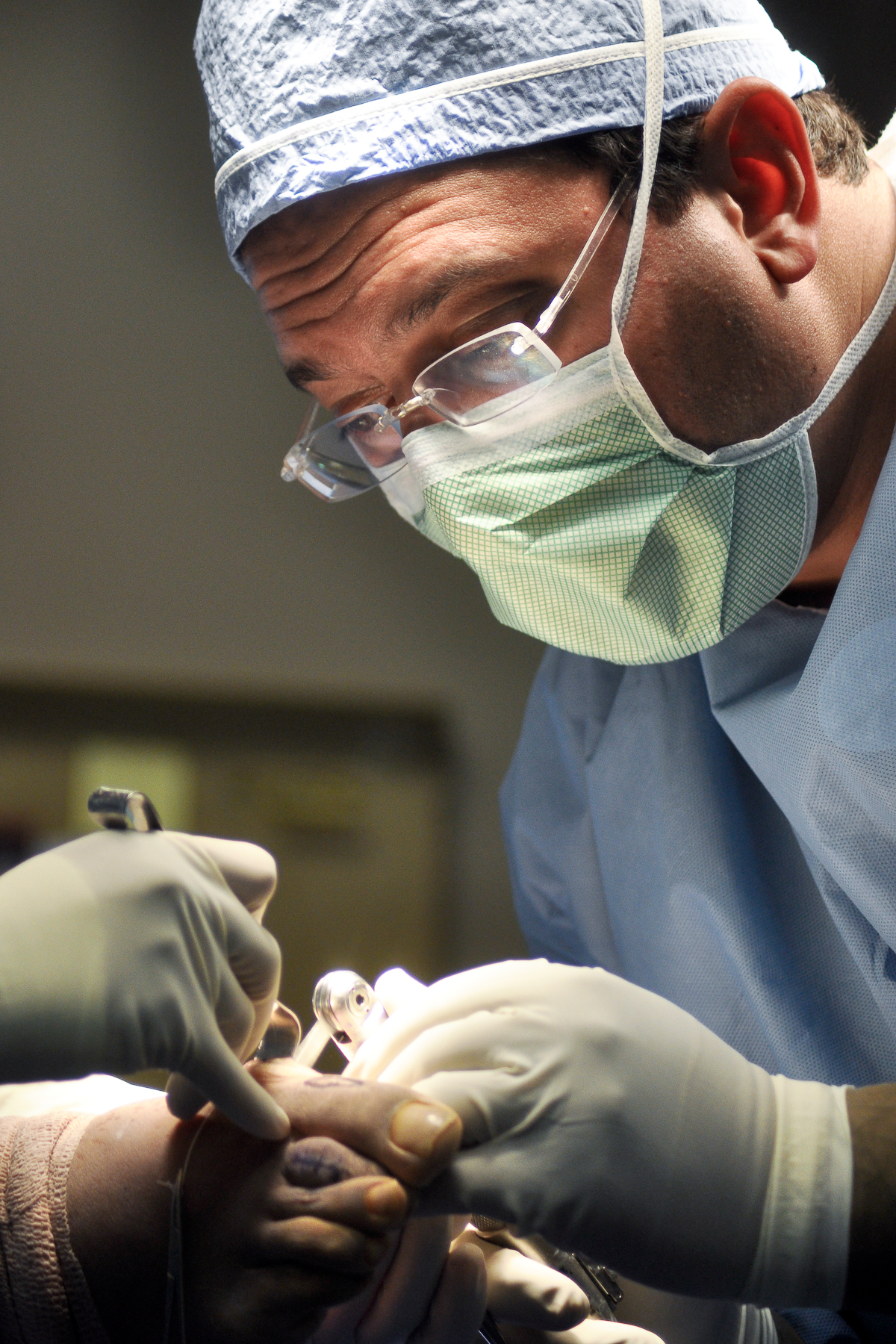
Um cirurgião realizando um procedimento para a retirada da formação óssea em excesso e restauração do alinhamento normal da articulação.

## Cirurgia
Há vários procedimentos cirúrgicos criados para a correção de patologias que podem estar associadas ao hálux valgo.
- remoção do crescimento anormal do primeiro metatarso,
- realinhamento do primeiro metatarso em relação ao osso adjacente,
- endireitamento do hálux em relação ao primeiro metatarso e dedos adjacentes,
- realinhamento das superfícies cartilaginosas da junta do hálux,
- cuidando de problemas ligados à artrite no hálux,
- reposicionando os ossos sesamoides abaixo do osso do primeiro metatarso.

Na atualidade, há vários tratamentos diferentes para curar o joanete. A idade, saúde, estilo de vida do paciente são fatores essenciais na escolha do procedimento adequado.
A cirurgia do hálux valgo tradicional pode ser feita sob anestesia local, parcial ou geral. No caso da cirurgia a laser, pode ser utilizado um analgésico narcótico. A tendência nos últimos anos é usar a anestesia local.